# 博覽站
博覽站（英語：Expo MRT Station，編號：CG1／DT35）是新加坡地鐵東西線樟宜機場支線和滨海市区线的轉車站，位于新加坡本岛淡滨尼规划区。它因设于新加坡博览中心旁而得名。
這個創新的設計由世知名的霍朗明爵士設計：上蓋以鈦、鋼和玻璃製造，而月台的設計能帶給人們較強的空間感，令人有一種寬敞的感覺。由於本站鄰近新加坡博覽中心，本站的使用情況取決於展覽會的舉行時間，因此舉行展覽會時，本站有助促進舒緩連接附近地區的交通。

## 車站建築
本站的上蓋呈現貝殼形，從環面的其中一段衍生出來。車站的基座的形狀像個環面中的圓柱體一則垂直線。貝殼型的上蓋主要由兩個「Y」字型的支撐，而兩個「Y」字之間則隔著70米，以分隔著兩個區域。這些區域都很獨特因為他們建於月台外、路軌後。
另一個特色是一隻「大光盤」矗立於玻璃升降機井上，就如右面的第一張相片。這隻「大光盤」十分突出，以超環面的曲線外形設計。 它主要為方便殘障或有需要的人士使用。它這個不平凡的外形令人聯想到一隻太空飛行器或一隻不明飛行物。雖然新的最高法院已於2006年啟用，但是這座外形獨特的建築物仍是新加坡的第一座如此獨特的地鐵站。

## 車站樓層

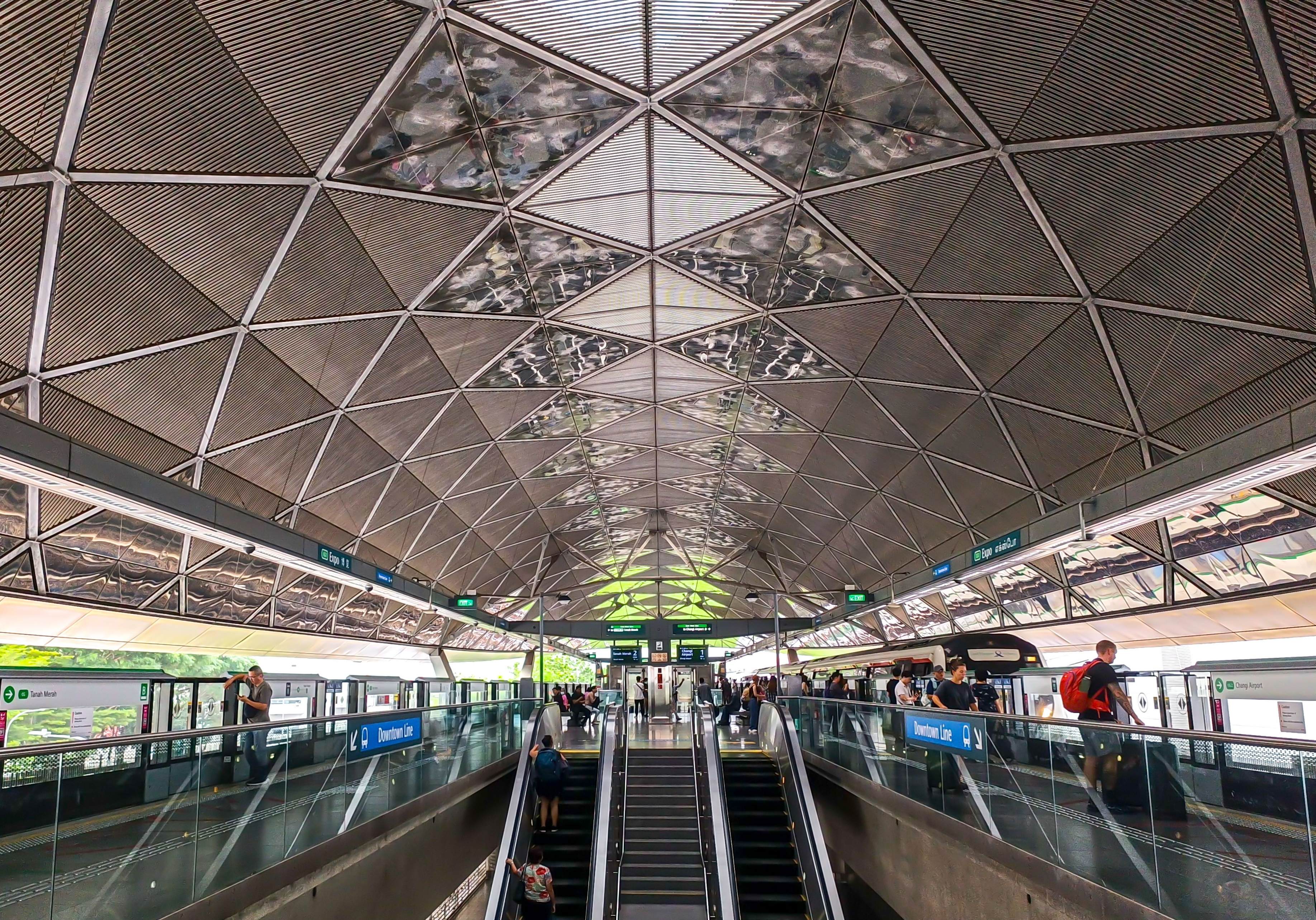
博覽站東西線月台
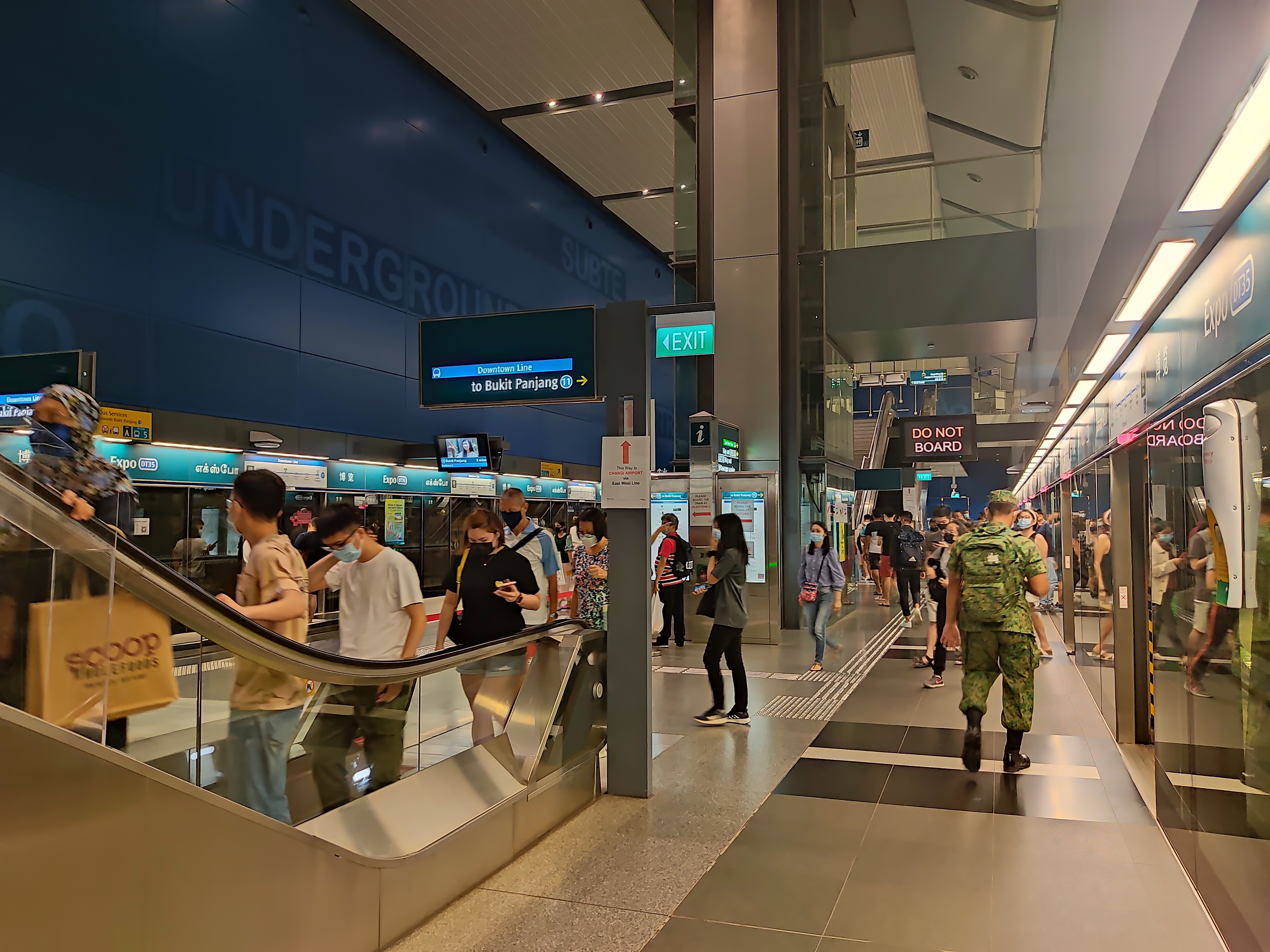
博覽站濱海市區線月台

|                                |   | 东西线往樟宜机场（樟宜机场）         | A |  |
| 島式 · ↑開右邊车门 ↓開左邊车门 |   |                                      |   |  |
|                                | B | 东西线往巴西立及大士连路（丹那美拉） |   |  |

|                                | D | 滨海市区线往武吉班让（樟宜路上段） |  |  |
| 島式 · ↑開右邊车门 ↓開左邊车门 |   |                                    |  |  |
|                                | C | 滨海市区线往武吉班让（樟宜路上段） |  |  |

- 博覽站東西線月台
- 博覽站濱海市區線月台

## 出口
| 出口編號 | 建議前往的目的地 | 照片 |
| -------- | ---------------- | ---- |
| A        |                  |      |
| B        |                  |      |
| C        |                  |      |
| D        |                  |      |
| E        |                  |      |
| F        |                  |      |
| G        |                  |      |

## 鐵路服務
樟宜機場支線營運初期，只是一條穿梭於丹那美拉地鐵站與本站之間的一條路線。之後，因樟宜機場地鐵站的啟用，路線改變為由文禮地鐵站至樟宜機場地鐵站之間行駛。但是，因為種種的原因，2003年7月22日回復以前的穿梭模式。
現時，每當新加坡博覽中心有較多的展覽舉行，本站都有很高的客流量。最近新加坡博覽中心的擴建工程增加了本站的客流量。但是，當那兒沒有太多展覽時，交通量依然偏低。

## 交通連接

### 地鐵
| 終站               | 首班車 | 首班車 | 首班車            |  | 末班車  |
| ------------------ | ------ | ------ | ----------------- |  | ------- |
|                    | 一－六 |        | 星期日及 公定假日 |  | 每日    |
| 東西線             |        |        |                   |  |         |
| 往 EW4 CG 丹那美拉 | 5.36am |        | 6.04am            |  | –       |
| 往 CG2 樟宜機場    | 5.23am |        | 5.49am            |  | 11.41pm |
| 往 EW1 巴西立      | –      |        | –                 |  | 12.01am |
| 往 EW33 大士連     | –      |        | –                 |  | 10.59pm |
| 濱海市區線         |        |        |                   |  |         |
| 往 DT1 武吉班讓    | 5.36am |        | 5.54am            |  | 11.40pm |